# Anna Comnena
Anna Comnena (in greco Ἄννα Κομνηνή; Costantinopoli, 2 dicembre 1083 – Costantinopoli, 1153) è stata una storiografa e principessa bizantina. Figlia di Alessio I Comneno e Irene Ducaena (o Doukaina), è una delle prime donne storiografe conosciute.

## Biografia
(Anna Comnena, Proemio dell'Alessiade)

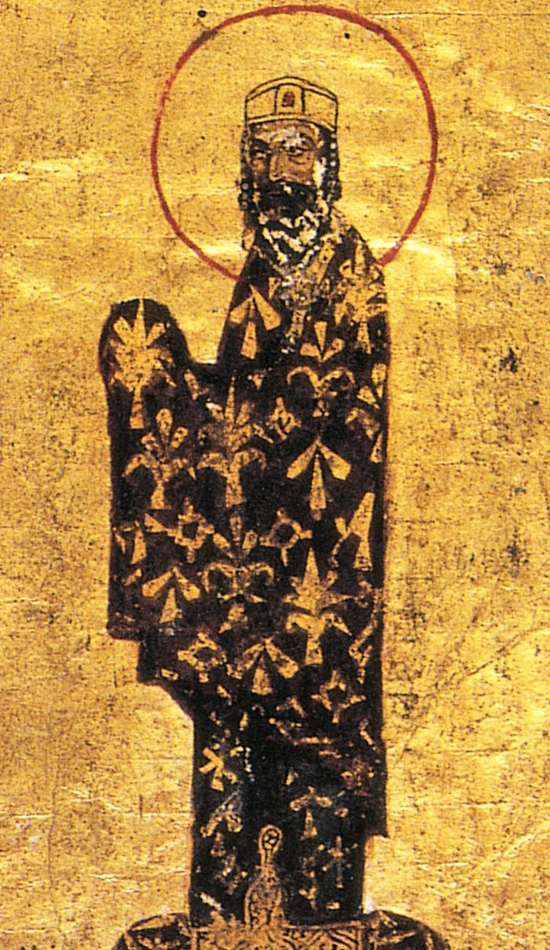
Alessio I Comneno padre di Anna Comnena

Primogenita e figlia prediletta dell'imperatore bizantino Alessio I Comneno, fu accuratamente allevata nello studio della poesia, della retorica, delle scienze e della filosofia greca. Ma a parte le vaste capacità di apprendimento e la buona volontà nello studio, Anna aveva un carattere ambizioso e incline all'intrigo, pronta a superare ogni limite pur di guadagnare a sé stessa fama e potere.
Le donne della sua famiglia giocarono un ruolo fondamentale durante il regno di Alessio e ciò la rendeva ancora più ambiziosa di ottenere il trono imperiale. La più importante tra queste fu Anna Dalassena, madre di Alessio, che aveva orchestrato la salita al potere dei Comneni nella seconda metà dell'XI secolo. Quando l'imperatore, pochi mesi dopo la sua incoronazione, dovette lasciare Costantinopoli per fronteggiare uno sbarco normanno in Epiro, fu a lei e non al Senato o al patriarca che affidò il potere. Probabilmente, è guardando agire sua nonna che nascerà in Anna Comnena la volontà di divenire imperatrice a sua volta, infatti parla così di Anna Dalassena: «Mia nonna era così perspicace negli affari e così abile a dirigere lo Stato e a occuparsi di ogni problema, che le sarebbe stato possibile governare non solo l'Impero dei Romani, ma anche qualunque altra cosa esistesse sotto il sole. Donna di enorme esperienza, conosceva la natura di gran parte delle cose, come nascessero e verso cosa si dirigessero, quali potevano portare alla distruzione delle cose stesse e quali invece le potessero rinsaldare. Sapeva comprendere ciò che era importante e come pervenire all'obiettivo desiderato. E non solo possedeva delle qualità intellettuali encomiabili, ma la sua capacità persuasiva era altrettanto stupefacente, infatti era un'oratrice convincente, che, senza soffermarsi troppo su un solo argomento, sapeva esporlo a grandi linee in modo chiaro e condurlo a una conclusione logica».
La seconda di queste donne fu la moglie di Alessio e la madre di Anna Comnena, l'imperatrice Irene Ducas. Riservata di natura, sempre piuttosto timida quando doveva mostrarsi in pubblico, era tuttavia una grande intellettuale e appassionata di filosofia ed era solita tenere discussioni letterarie. Fu lei a ordinare a Niceforo Briennio di scrivere la biografia di Alessio che Anna dovette in seguito completare.
Appena nata, Anna fu promessa a Costantino Ducas, figlio dell'imperatore Michele VII Ducas e di Maria d'Alania. Quest'ultima venne sposata dall'imperatore Niceforo III Botaniate (1078-1081) e questo causò uno scandalo, in quanto Michele era ancora vivo. Niceforo III Botaniate inoltre annunciò che il suo erede non sarebbe stato il figlio di Michele VII Ducas, Costantino Ducas, e la famiglia Ducas gli si rivoltò contro. Venne acclamato imperatore nel 1081 Alessio I, il quale aveva sposato una Ducas. Dopo aver marciato su Costantinopoli Alessio costrinse Niceforo ad abdicare. Secondo i pettegolezzi di corte, Maria d'Alania fu amante di Alessio I: quest'ultimo aveva adottato Costantino Ducas proclamandolo co-imperatore e suo diretto successore, una posizione di potere che venne meno con la nascita di Giovanni II Comneno, primo figlio maschio di Alessio I e pertanto naturale erede al trono. Il fidanzamento di Anna e Costantino fu presto annullato e la stessa Maria fu allontanata dalla corte imperiale e confinata nel Monastero della Kecharitomene.
Le nozze di Anna si celebrarono nel 1097, quando la quattordicenne principessa sposò Niceforo Briennio, un giovane e valente nobiluomo appartenente a una famiglia aristocratica che aveva reclamato il trono prima dell'avvento di Alessio. Ottenuto l'appoggio della madre Irene, Anna tentò di indurre il padre, malato e prossimo alla morte, ad annullare il diritto ereditario di Giovanni, garantendo la corona a suo marito Niceforo, ma l'imperatore ricordò alla figlia che mai nella storia un imperatore romano aveva scelto come successore un uomo estraneo alla propria famiglia pur avendo un figlio suo. Per nulla scoraggiata dal fallimento dell'impresa, nel 1118 Anna prese parte a una congiura per deporre suo fratello Giovanni, ma lo stesso marito si rifiutò di appoggiarla. In questa occasione, Anna esclamò «La Natura ha sbagliato i nostri sessi: avrebbe dovuto essere lui la donna».
Scoperto il complotto contro il nuovo sovrano, Anna perse le sue proprietà e la dignità di membro della famiglia imperiale, ma ebbe risparmiata la vita grazie a un generoso atto di clemenza di suo fratello l'imperatore, che la spedì in un convento. Il matrimonio con Niceforo durò ben 40 anni e dall'unione nacquero quattro figli. Anna impiegò tutto il proprio tempo libero nella stesura dell'Alessiade, una lunga cronaca della vita e del regno (1081 – 1118) di suo padre Alessio. Inoltre, contribuì alla lavorazione dei testi storici di suo marito, anch'egli appassionato narratore delle vicende del proprio tempo.
Fiera oppositrice della Chiesa latina e ammiratrice entusiasta dell'Impero bizantino, Anna considerò le Crociate un grave pericolo politico e religioso. Suoi modelli furono gli antichi storici Erodoto, Tucidide, Polibio e Senofonte, e il suo stile appare spesso forzatamente depurato degli elementi atticistici del periodo, finendo col risultare un linguaggio troppo artificiale.
In generale, la cronologia degli avvenimenti risulta fedele e attendibile, soprattutto nel caso di avvenimenti occorsi prima del suo internamento in convento, ma diventa particolarmente carente sui periodi successivi, data la sua evidente impossibilità ad attingere direttamente alle fonti di Palazzo. In ogni caso, i suoi resoconti rispecchiano gli standard del luogo e dell'epoca.
Una biografia romanzata di Anna Comnena è comparsa nel 1999 col romanzo Anna di Bisanzio, di Tracy Barrett.

## Discendenza
Dal matrimonio con Niceforo Briennio (1097) Anna ebbe diversi figli, di cui quattro sono riportati dalle cronache:
- Alessio Comneno, mégas doúkas (naúarkos), 1102 – 1161/67;
- Giovanni Ducas, 1103 – post 1173;
- Irene Ducaena, 1105 – ?;
- Maria Briennaina Comnena, 1107. – ?.

## Ascendenza
|                   |                |                      | Genitori                   |  |  | Nonni |  |  | Bisnonni                |  |  | Trisnonni |  |
|                   |                |                      |                            |  |  |       |  |  | Manuele Comneno Erotico |  |  | …         |  |
|                   |                |                      |                            |  |  |       |  |  | Manuele Comneno Erotico |  |  | …         |  |
|                   |                | …                    |                            |  |  |       |  |  | Manuele Comneno Erotico |  |  |           |  |
| Giovanni Comneno  |                |                      |                            |  |  |       |  |  | Manuele Comneno Erotico |  |  |           |  |
|                   |                | Maria ?              | …                          |  |  |       |  |  |                         |  |  |           |  |
|                   |                | Maria ?              | …                          |  |  |       |  |  |                         |  |  |           |  |
|                   |                | Maria ?              | …                          |  |  |       |  |  |                         |  |  |           |  |
| Alessio I Comneno |                | Maria ?              |                            |  |  |       |  |  |                         |  |  |           |  |
|                   |                | Alessio Caronte      | …                          |  |  |       |  |  |                         |  |  |           |  |
|                   |                | Alessio Caronte      | …                          |  |  |       |  |  |                         |  |  |           |  |
|                   |                | Alessio Caronte      | …                          |  |  |       |  |  |                         |  |  |           |  |
| Anna Dalassena    |                | Alessio Caronte      |                            |  |  |       |  |  |                         |  |  |           |  |
|                   |                | Adriana Dalassena    | …                          |  |  |       |  |  |                         |  |  |           |  |
|                   |                | Adriana Dalassena    | …                          |  |  |       |  |  |                         |  |  |           |  |
|                   |                | Adriana Dalassena    | …                          |  |  |       |  |  |                         |  |  |           |  |
| Anna Comnena      |                | Adriana Dalassena    |                            |  |  |       |  |  |                         |  |  |           |  |
|                   | Giovanni Ducas | Andronico Dukas      |                            |  |  |       |  |  |                         |  |  |           |  |
|                   | Giovanni Ducas | Andronico Dukas      |                            |  |  |       |  |  |                         |  |  |           |  |
|                   | Giovanni Ducas | …                    |                            |  |  |       |  |  |                         |  |  |           |  |
| Andronico Ducas   | Giovanni Ducas |                      |                            |  |  |       |  |  |                         |  |  |           |  |
|                   |                | Irene Pegonitissa    | Niketas Pegonites          |  |  |       |  |  |                         |  |  |           |  |
|                   |                | Irene Pegonitissa    | Niketas Pegonites          |  |  |       |  |  |                         |  |  |           |  |
|                   |                | Irene Pegonitissa    | …                          |  |  |       |  |  |                         |  |  |           |  |
| Irene Ducaena     |                | Irene Pegonitissa    |                            |  |  |       |  |  |                         |  |  |           |  |
|                   |                | Troian di Bulgaria   | Ivan Vladislav di Bulgaria |  |  |       |  |  |                         |  |  |           |  |
|                   |                | Troian di Bulgaria   | Ivan Vladislav di Bulgaria |  |  |       |  |  |                         |  |  |           |  |
|                   |                | Troian di Bulgaria   | Maria                      |  |  |       |  |  |                         |  |  |           |  |
| Maria di Bulgaria |                | Troian di Bulgaria   |                            |  |  |       |  |  |                         |  |  |           |  |
|                   |                | N. Konstostephanissa | …                          |  |  |       |  |  |                         |  |  |           |  |
|                   |                | N. Konstostephanissa | …                          |  |  |       |  |  |                         |  |  |           |  |
|                   |                | N. Konstostephanissa | …                          |  |  |       |  |  |                         |  |  |           |  |
|                   |                | N. Konstostephanissa |                            |  |  |       |  |  |                         |  |  |           |  |